# ヴャチェスラフ・イヴァーノフ (言語学者)
ヴャチェスラフ・フセヴォロドヴィチ・イヴァーノフ（ロシア語: Вячеслав Всеволодович Иванов、ラテン文字転写の例：Vyacheslav Vsevolodovich Ivanov、1929年8月21日 - 2017年10月7日）はソビエト連邦、ロシアの言語学者。ユーリ・ロトマンと共に記号学の学派モスクワ・タルトゥ学派を形成し、ウラジーミル・トポロフと共に学派のモスクワ側における代表的人物とされた。父はソ連の作家フセヴォロド・イヴァーノフ。研究分野が広く、インド・ヨーロッパ語族の言語と文化の初期の歴史、ヒッタイトの文化と言語、機械翻訳、計算言語学、文化人類学などを研究していた。日本語では表記ゆれがあり、イワーノフ、イヴァノフと表記する場合もある。

## 生涯

### 父の教育と学生時代
1929年8月21日、ヴャチェスラフ・イヴァーノフはソ連の作家フセヴォロド・イヴァーノフの息子として生まれた。ヴャチェスラフ・イヴァーノフは2010年8月に受けた記号学の学術誌『Sign System Studies』のインタビューの中で、父フセヴォロドから受けた教育について語っている。フセヴォロドは幅広い科学分野に関心があり、息子のヴャチェスラフには7、8歳の頃から昆虫学者ファーブルの著作など優れた科学的発見に触れさせていたという。言語学者エフゲニー・ポリワーノフの著作を初めて読んだのも父の蔵書だったという。フセヴォロドは戦時中に避難していたタシュケントで1920年代以降の地元の学術的出版物を購入しており、その中にポリワーノフの著作も混ざっていた。
ヴァチェスラフはモスクワ大学で言語学を学んだ。18歳のときにはスイスの言語学者フェルディナン・ド・ソシュールの記号学についての講義を受け、強い影響を受けたという。

### 卒業後の経歴
1951年に卒業した後も彼は大学に残り、翌年に指導教授のM・N・ピーターソン (M. N. Peterson)に勧められてロシアの音韻論研究の起源に関する研究を始めた。1956年から1957年にかけてウラジーミル・ウスペンスキー、Petr Kuznetsovと共に言語学における数学的手法の応用についての講義を担当し、1957年に学術誌『Voprosy yazykoznaniya』でスターリン政権下で死去した言語学者エフゲニー・ポリワーノフについての論文を発表した。『Sign System Studies』によれば、この論文はポリワーノフの業績を再評価する端緒になったという。
1959年、ヴァチェスラフはモスクワ大学から解雇された。2010年のインタビューによれば、当時彼は大学でヒッタイトやミケーネ、ギリシアの言語、プロシア語、共通スラヴ語、インド・ヨーロッパ祖語、トカラ語についての講義、東洋学者向けの言語学入門を担当していたという。発端は彼の友人であるボリス・パステルナークのノーベル文学賞受賞作『ドクトル・ジバゴ』への対処に反対したことであり、またロシア人言語学者ロマーン・ヤーコブソンの見解を公的に支持したことが決め手になったという。1950年代後半、『Sign System Studies』によれば、ヴァチェスラフが反ソビエト主義者だと告発する手紙が研究所に届き、彼は機械工学・コンピュータ工学研究所への移籍を余儀なくされた。ヴァチェスラフはこの研究所で機械翻訳の研究をすることになった。ソ連科学アカデミーのサイバネティックス委員会委員長アクセリ・ベルクの支援の下、ヴァチェスラフは構造言語学と記号論を専門とする研究部署を複数の施設で立ち上げ、サイバネティックス委員会では1959年に設立された言語学部門の初代責任者となった。

### モスクワ・タルトゥ学派
1962年にソ連科学アカデミースラヴ学研究所に設置された構造分類学セクターで記号学のシンポジウムが開催され、この翌年にタルトゥ大学の記号学者ユーリ・ロトマンとモスクワの構造主義者らは知り合うことになった。その一方で記号学専門の研究所設立は失敗し、記号学の中心はタルトゥへと移った。1964年にユーリ・ロトマンがタルトゥ大学で記号学専門の学術誌『Sign Systems Studies』を創刊し、この雑誌と1964年から1970年の隔年および1974年冬に開催された「サマー・スクール」と題したシンポジウムがモスクワ・タルトゥ学派の主要な活動となった。1973年、ユーリ・ロトマン主導、共著者としてヴァチェスラフの他アレクサンデル・ピアティゴルスキー、ウラジーミル・トポロフ、ウラジーミル・ウスペンスキーが名を連ねた論文“Theses on the Semiotic Study of Cultures”を発表した。

### 後半生
解雇から30年後、モスクワ大学はヴァチェスラフの解雇を誤りだと認め、ヴァチェスラフは1988年にモスクワ大学に戻った。2015年にカリフォルニア大学ロサンゼルス校を退職し、2017年10月7日に死去した。晩年まで学術的活動などを続けており、2018年冬にもカリフォルニア大学ロサンゼルス校でセミナーが2つ予定されていた。

## 評価
2004年にthe Russian Presidential Prize for Contributions to Russian Art and Literature（直訳：ロシア大統領賞の芸術・文学部門）を受賞した。

## 肩書
- モスクワ大学 - 世界文化理論・世界文化史研究所の設立者[3]、所長（1992年 - ？）[5][8]、哲学部教授[2]
- ロシア国立人文大学（英語版） - Russian Anthropological School設立者[3]
- カリフォルニア大学ロサンゼルス校 - スラヴ語派・スラブ文学部、インド・ヨーロッパ語族研究プログラム教授[23]（1991年 - 2015年）[2]
- ソ連科学アカデミー - スラブ学研究所構造分類学セクター長[6][2]
- ロシア科学アカデミー - 正会員[2]
- 国際記号学会（英語版） - 副学長[24]
- アメリカ言語学会 - 名誉会員[2]（1968年 - ）[25]
- イギリス学士院 - Corresponding Fellow[注釈 8]（1977年 - ）[27]
- 『Sign Systems Studies（英語版）』 - 編集委員[5][8]
- 全ロシア国立外国文献図書館（英語版） - 館長（1989年 - ？）[8]
- ソビエト連邦作家同盟 - モスクワ支局artictic tralnslation部長[2]

## 著書
出典中で言及のあった著書を紹介する。
- “Lingvisticheskie vzgljady E. D. Polivanova”. Voprosy yazykoznaniya 3:  55-76. (1957).[28]
ロシアの言語学者エフゲニー・ポリワーノフについての論文1作目[29]。なお、2作目の論文は長年未公開だったが、ヴャチェスラフの著作集の最終巻、第7巻下巻（2011年出版）に掲載された[18]。
- V. V. Ivanov; J. M. Lotman; A. M. Pjatigorski; V. N. Toporov; B. A. Uspenskij (1998). “Theses on the Semiotic Study of Cultures”. Tartu Semiotics Library (Tartu: Tartu University Press) 1:  1-88. ISSN 1406-4278.
1973年初版の共著。上記データは便宜上1998年にタルトゥ大学出版から復刻されたものを記載している[30]。
- Chet i nechet: Asimmetriya mozga i znakovyh sistem. Мoskva: Nauka. (1978)[28]
1983年にドイツ語訳、1986年にハンガリー語訳、1987年に日本語訳（後述の『偶数と奇数の記号論』）、1990年に改訂版のラトビア語訳出版と複数言語に翻訳されている[18]。2010年時点、ロシア語での最新版は著作集の第1巻（1998年出版）に掲載されている[17]。

### 日本語訳
- V.V.イワーノフ、V.N.トポローフ『宇宙樹・神話・歴史記述：モスクワ－タルトゥ・グループ文化記号論集』北岡誠司（編訳）、岩波書店〈岩波現代選書 78〉、1983年。[9]
- V.イヴァノフ 他『ロシア・アヴァンギャルドを読む：ソ連芸術記号論』桑野隆（編訳）、勁草書房、1984年。[11]
- Вяч.Вс.イワーノフ『偶数と奇数の記号論：脳と諸記号システムの非対称』田中ひろし（訳）、青木書店、1988年（原著1978年）。[10][18]
- V.V. Iwanov、V.N. Toporov、川崎万里（訳）（著）、象徴図像研究会（編）「<語彙研究>インド・ヨーロッパ語族の神話」『象徴図像研究』第11巻、和光大学、1997年、44-54頁、ISSN 09183981。[31][32]
- ウンベルト・エーコ、モニカ・レクトールと共著『カーニバル！』池上嘉彦・唐須教光訳、岩波書店、1987年